# Бочар, Михаил Арсеньевич
Михаил Арсеньевич (Арсентьевич) Бочар (укр. Михайло Арсенійович (Арсентійович) Бочар; 1930 — ?) — советский и украинский инженер-технолог, лауреат Государственной премии СССР 1969 года.

## Биография
Член КПСС с 1959 года.
После окончания ремесленного училища (1948) работал слесарем на Донецком содовом заводе. Затем учился в Лисичанском горном техникуме (1953—1955). В 1955—1959 гг. горный мастер шахты треста «Лисичанскуголь».
В 1959—1961 гг. старший аппаратчик на Северодонецком химическом комбинате.
С 1961 г. начальник бригады в Северодонецком отраслевом производственном управлении треста «Оргхим».
В 1963 г. окончил заочное отделение Харьковского политехнического института.
Лауреат Государственной премии СССР 1969 года (в составе коллектива) — за научно-техническую разработку и внедрение в народное хозяйство энерготехнологического агрегата производства азотной кислоты под давлением 7,3 атм с газотурбинным приводом компрессора и каталитической очисткой выхлопных газов от окислов азота.

## Изобретения
- Черномордык Л. И., Беляев Н. И., Ковальчук Г. М., Горфункель В.-В.Е., Систер Г. А., Святухин В. В., Добровольский Е. И., Баландин Н. Ф., Атрощенко В. И., Бочар М. А., Черник Х. Т. Научно-техническая разработка и внедрение в народное хозяйство энерготехнологического агрегата производства азотной кислоты под давлением 7,3 ата с газотурбинным приводом компрессора и каталической очисткой выхлопных газов от окислов азота, 1969
- Баландин Н. Ф., Бочар М. А., Глозман Л. П., Фишман Р. Б., Черномордик Л. И. Способ пуска контактного аппарата, 1973